# Deutsche Fußballmeisterschaft der A-Junioren 1985/86
Die deutsche Fußballmeisterschaft der A-Junioren 1986 war die 18. Auflage dieses Wettbewerbes. Meister wurde Bayer 04 Leverkusen, das im Finale den 1. FC Nürnberg mit 2:0 besiegte.

## Teilnehmende Mannschaften
An der A-Jugendmeisterschaft nahmen die 16 Landesverbandsmeister teil.
| Regionalverband Nord | Regionalverband West                                                                                    | Regionalverband Südwest                                                                    | Regionalverband Süd | Regionalverband Berlin           |
| --- | --- | ------------------------------------------------------------------------------------------ | --- | -------------------------------- |
| - Schleswig-Holstein: TSB Flensburg - Hamburg: Hamburger SV - Bremen: Werder Bremen - Niedersachsen: Eintracht Braunschweig | - Westfalen: Borussia Dortmund - Mittelrhein: TSV Bayer 04 Leverkusen - Niederrhein: Fortuna Düsseldorf | - Rheinland: Germania Metternich - Südwest: 1. FC Kaiserslautern - Saarland: FC 08 Homburg | - Hessen: Eintracht Frankfurt - Baden: Karlsruher SC - Südbaden: SC Freiburg - Württemberg: SSV Reutlingen 05 - Bayern: 1. FC Nürnberg | - Berlin: Reinickendorfer Füchse |

## Achtelfinale
Hinspiele: So 01.06. Rückspiele: So 08.06.
|                        | Gesamt |                         | Hinspiel | Rückspiel |
| ---------------------- | ------ | ----------------------- | -------- | --------- |
| SC Freiburg            | 1:2    | Hamburger SV            | 1:0      | 0:2       |
| Fortuna Düsseldorf     | 7:2    | TSB Flensburg           | 2:2      | 5:0       |
| Reinickendorfer Füchse | 2:5    | 1. FC Nürnberg          | 2:2      | 0:3       |
| FC Germania Metternich | 5:8    | SV Werder Bremen        | 1:1      | 4:7       |
| FC 08 Homburg          | 1:7    | Karlsruher SC           | 1:2      | 0:5       |
| Borussia Dortmund      | 1:3    | TSV Bayer 04 Leverkusen | 1:1      | 0:2       |
| 1. FC Kaiserslautern   | 4:2    | Eintracht Braunschweig  | 3:0      | 2:2       |
| SSV Reutlingen 05      | 2:7    | Eintracht Frankfurt     | 1:3      | 1:4       |

## Viertelfinale
Hinspiele: So 15.06. Rückspiele: So 22.06.
|                      | Gesamt          |                         | Hinspiel | Rückspiel |
| -------------------- | --------------- | ----------------------- | -------- | --------- |
| Hamburger SV         | 1:4             | Fortuna Düsseldorf      | 0:2      | 1:2       |
| 1. FC Nürnberg       | 11:20           | SV Werder Bremen        | 8:0      | 3:2       |
| Karlsruher SC        | 0:6             | TSV Bayer 04 Leverkusen | 0:0      | 0:6       |
| 1. FC Kaiserslautern | 2:2 (7:8 i. E.) | Eintracht Frankfurt     | 2:1      | 0:1       |

## Halbfinale
Hinspiele: So 29.06. Rückspiele: So 06.07.
|                         | Gesamt          |                     | Hinspiel | Rückspiel |
| ----------------------- | --------------- | ------------------- | -------- | --------- |
| Fortuna Düsseldorf      | 1:1 (2:4 i. E.) | 1. FC Nürnberg      | 1:0      | 0:1       |
| TSV Bayer 04 Leverkusen | 8:4             | Eintracht Frankfurt | 5:4      | 3:0       |

## Finale
| TSV Bayer 04 Leverkusen                                                      | TSV Bayer 04 Leverkusen | 1. FC Nürnberg | 1. FC Nürnberg |
| ---------------------------------------------------------------------------- | --- | --- | -------------- |
| TSV Bayer 04 Leverkusen                                                      | \| Freitag, 11. Juli 1986 um 19:30 Uhr in Leverkusen (Ulrich-Haberland-Stadion) \| \| Ergebnis: 2:0 (1:0) \| \| Zuschauer: 5.000 \| \| Schiedsrichter: Volker Roth (Salzgitter) \|                                                                 | \| Freitag, 11. Juli 1986 um 19:30 Uhr in Leverkusen (Ulrich-Haberland-Stadion) \| \| Ergebnis: 2:0 (1:0) \| \| Zuschauer: 5.000 \| \| Schiedsrichter: Volker Roth (Salzgitter) \|                                                         | 1. FC Nürnberg |
| TSV Bayer 04 Leverkusen                                                      | Andreas Deus – Ralf Job – Gerd Kühn, Robert Nikolic, Holger Gerhards – Andreas Drysch (78. Jürgen Hübner), Stefan Schwarz, Thorsten Wörsdörfer, Knut Reinhardt – Dirk Rehbein , Guido Legerlotz (78. Markus Petersen) Cheftrainer: Michael Reschke | Peter Romeis – Hans-Jürgen Heidenreich – Helmut Forster, Roland Frey – Vogt (58. Fikret Kaptan), Marc Oechler, Achim Beierlorzer, Jochen Polster (44. Thomas Lang) – Andreas Sendner, Bernd Kohler, Michael Butrej Cheftrainer: Fritz Popp | 1. FC Nürnberg |
| TSV Bayer 04 Leverkusen                                                      | 1:0 Dirk Rehbein (22.) 2:0 Dirk Rehbein (64.) | | 1. FC Nürnberg |
| Freitag, 11. Juli 1986 um 19:30 Uhr in Leverkusen (Ulrich-Haberland-Stadion) | | |                |
| Ergebnis: 2:0 (1:0)                                                          | | |                |
| Zuschauer: 5.000                                                             | | |                |
| Schiedsrichter: Volker Roth (Salzgitter)                                     | | |                |